# لودفيغسفيلده
لودويغزفلده (بالألمانية: Ludwigsfelde) هي مدينة وبلدة ألمانية تقع في ألمانيا في براندنبورغ. يقدر عدد سكانها بـ 24,371 نسمة .

## المدن التوأمة
مدينة Zdzieszowice هي مدينة توأمة لـلودويغزفلده.

## أعلام
- أرني مايير
- كريستيان سبرنجر